# Гордість і упередження (телесеріал, 1967)
«Гордість і упередження» (англ. Pride and Prejudice) — шестисерійний  телесеріал BBC 1967 року за однойменним романом Джейн Остін 1813 року.
Рік виходу цієї постановки припав на 150-ту річницю смерті Джейн Остін. ЇЇ режисером стала Джоан Крафт, а в головних ролях — Елізабет Беннет та містера Дарсі — Селія Баннерман та Льюїс Фіандер.
У цій версії не має середньої сестри Беннет, Мері.

## У ролях
| Актор           | Персонаж                                               |
| --------------- | ------------------------------------------------------ |
| Селія Баннерман | Елізабет Беннет (англ. Elizabeth Bennet)               |
| Льюїс Фіандер   | Фіцвільям Дарсі (англ. Fitzwilliam Darcy)              |
| Майкл Гоф       | містер Беннет (англ. Mr Bennet)                        |
| Вівіан Піклз    | місіс Беннет (англ. Mrs. Bennet)                       |
| Люсі Флемінг    | Лідія Беннет (англ. Lydia Bennet)                      |
| Сара Тонтон     | Кетрін «Кітті» Беннет (англ. Catherine «Kitty» Bennet) |
| Поллі Адамс     | Джейн Беннет (англ. Jane Bennet)                       |
| Діана Кінг      | леді Лукас (англ. Lady Lucas)                          |
| Карін Маккарті  | Луїза Герст (англ. Louisa Hurst)                       |
| Девід Савіл     | Чарлз Бінглі (англ. Charles Bingley)                   |
| Джорджина Ворд  | Керолайн Бінглі (англ. Caroline Bingley)               |
| Роберт Дорнінг  | сер Вільям Лукас (англ. Sir William Lucas)             |
| Річард Гемптон  | Джордж Вікгем (англ. George Wickham)                   |
| Вівіан Джеймс   | містер Герст (англ. Mr. Hurst)                         |
| Сільвія Колрідж | леді Кетрін де Бурґ (англ. Lady Catherine de Bourgh)   |
| Г'ю Кросс       | Едвард Ґардінер (англ. Edward Gardiner)                |
| Енія Данн       | місіс Ґардінер (англ. Mrs. Gardiner)                   |
| Кейт Ленсбері   | Шарлотта Лукас (англ. Charlotte Lucas)                 |
| Джуліан Каррі   | Вільям Коллінз (англ. William Collins)                 |
| Стівен Грайвз   | Едвард Лукас (англ. Edward Lucas)                      |
| Моріс Квік      | слуга                                                  |
| Робін Чедвік    | полковник Фіцвільям (англ. Colonel Fitzwilliam)        |
| Губерт Гілл     | слуга                                                  |
| Ральф Каттернс  | слуга                                                  |
| Джанетт Леґґ    | міс Енн де Бурґ (англ. Miss Anne de Bourgh)            |
| Тесса Вайєтт    | Джорджіана Дарсі (англ. Georgiana Darcy)               |

## Епізоди
Дати першої появи на телеекрані:
1. «Сусіди» — 10 вересня 1967 року
2. «Гордість» — 17 вересня 1967 року
3. «Пропозиція» — 24 вересня 1967 року
4. «Упередження» — 1 жовтня 1967 року
5. «Втеча» — 8 жовтня 1967 року
6. «Доля» — 15 жовтня 1967 року

## Зовнішні посилання
Гордість і упередження [Архівовано 25 січня 2021 у Wayback Machine.] на сайті Screenonline Британського інституту кінематографії